# Torbikowce
Torbikowce, beztorbiki (Microbiotheria) – monotypowy rząd torbaczy obejmujący rodzinę torbikowatych (Microbiotheriidae) z dwoma gatunkami współcześnie żyjącymi i kilkoma gatunkami wymarłymi. Wcześniej łączone były z dydelfami. Mają taki sam wzór zębowy jak dydelfy, jednak ze względu na specyficzny kształt czaszki i szersze siekacze sklasyfikowano je w odrębnym rzędzie.
Microbiotheria znane są dotychczas wyłącznie z Ameryki Południowej, ale w przeciwieństwie do pozostałych torbaczy amerykańskich nie są zaliczane do Ameridelphia. Badania morfologiczne i molekularne wykazały ich pokrewieństwo z torbaczami australijskimi (Australidelphia). Stąd wysnuto wniosek że prawdopodobnie przedostały się z Australii do Ameryki Południowej przez Antarktydę, czyli w kierunku przeciwnym do wędrówki swoich przodków. Tę hipotezę mogą potwierdzić kopalne ślady z Antarktydy. Na Półwyspie Antarktycznym odkryto zęby zwierząt o podobnych do Microbiotheria cechach. Jednak analiza sekwencji danych przeprowadzona w  2010 roku sugeruje że pojedyncza migracja odbyła się  z Ameryki Południowej przez Antarktydę do Australii, kiedy te trzy kontynenty były połączone ze sobą jako część Gondwany. Najstarszym dotychczas opisanym gatunkiem zaliczanym do tego rzędu jest †Khasia cordillerensis z wczesnego paleocenu Boliwii. Z oligocenu znany jest rodzaj †Microbiotherium.

## Systematyka
Do rzędu należy jedna występująca współcześnie rodzina:
- Microbiotheriidae Ameghino, 1887 – torbikowate

Opisano również rodzinę wymarłą:
- Woodburnodontidae Goin, Zimicz, Reguero, Santillana, Marenssi & Moly, 2007